# Масс, Вадим Семёнович
Вади́м Семёнович Масс (14 марта 1919, Харьков — 19 декабря 1986, Рига, Латвийская ССР) — советский оператор и режиссёр кино, фронтовой кинооператор Великой Отечественной войны. Лауреат Сталинской премии (1951). Заслуженный деятель искусств Латвийской ССР (1955).

## Биография
Родился 14 марта 1919 года в Харькове.
С 1940 года работал ассистентом оператора на «Мосфильме» на картине «Сердца четырех» (1941), параллельно учась на операторском факультете ВГИКа, который окончил в 1942 году. С июля того же года ушёл добровольцем в Красной армии, был зачислен ассистентом оператора в киногруппу Северо-Западного фронта в звании старший техник-лейтенант. В 1943—1945 годах — в киногруппах 2-го Прибалтийского и Ленинградского фронтов.
С декабря 1945 года — на Рижской киностудии оператором и режиссёром документального кино. В 1956 году также начал снимать игровые картины.
 Совместно с Я. Г. Эбнером снял комедию «Последний жулик» (1966) и как режиссёр. Работая до 1985 года кроме фильмов снял более 700 сюжетов для киноперидиодики: «Наш край», «Новости дня», «Пионерия», «Советская Латвия», «Советский спорт», «Союзкиножурнал».
Член Союза кинематографистов СССР (СК ЛССР) с 1958 года.
В. С. Масс скончался 19 декабря 1986 года в Риге. Похоронен на Лесном кладбище.

### Семья
Отец — Семён Беришевич Масс (12 декабря 1887 — ?), уроженец Харькова из бердичевской мещанской семьи.
Жена — Ирина Васильевна Масс (1917—1991), оператор и режиссёр документального кино;
Сыновья:
Михаил Масс (1938—2017), кинооператор-документалист;
Василий Масс (род. 1950), художник, дизайнер;
Дмитрий Масс (род. 1954), кинооператор.

## Фильмография
Оператор
- 1943 — Воздушный извозчик
- 1943 — Праздник Яниса Купала (совместно с К. Широниным, М. Сегалем)
- 1944 — Битва за Прибалтику (совместно с группой операторов)
- 1944 — Восьмой удар (совместно с группой операторов)
- 1945 — Берлинская конференция (совместно с Б. Макасеевым, А. Лебедевым, А. Кричевским, И. Беляковым, А. Гафтом, Л. Мазрухо)
- 1947 — Советская Латвия (совместно с группой операторов)
- 1948 — Праздник песни Советской Латвии (совместно с А. Шафраном, И. Касаткиной, Г. Шулятиным)
- 1950 — Советская Латвия (совместно с Ш. Гегелашвили, М. Посельским, Б. Шером, Г. Шулятиным)
- 1951 — В пионерских дворцах (совместно с А. Сёминым, Е. Мухиным, В. Сурниным)
- 1951 — Рига (совместно с А. Гриберманом)
- 1953 — Огни дружбы
- 1954 — Сельское хозяйство Советской Латвии
- 1955 — Праздник латышского народа (совместно с М. Шнейдеровым)
- 1956 — За лебединой стаей облаков
- 1956 — Мастера художественной гимнастики
- 1957 — Наурис
- 1959 — Эхо
- 1961 — Обманутые
- 1962 — Моцарт и Сальери (телевизионный)
- 1963 — Иоланта
- 1964 — Он жив
- 1965 — Царская невеста
- 1966 — «Циклон» начнётся ночью
- 1966 — Последний жулик
- 1968 — Утро долгого дня
- 1970 — География Латвийской ССР
- 1970 — Если вы не были в Латвии
- 1970 — История обвиняет
- 1970 — Сила притяжения
- 1972 — О тех, кто в море
- 1972 — Охраняемая фауна Латвии
- 1973 — Знакомимся с птицами
- 1973 — Огоньки
- 1978 — Основной закон великой страны (совм. с группой операторов)

Режиссёр
- 1966 — Последний жулик (совместно с Я. Эбнером)
- 1970 — География Латвийской ССР
- 1970 — Если вы не были в Латвии
- 1970 — История обвиняет
- 1970 — Сила притяжения
- 1972 — О тех, кто в море
- 1972 — Охраняемая фауна Латвии
- 1973 — Знакомимся с птицами
- 1973 — Огоньки
- 1977 — Религиозные обряды
- 1977 — Солнце, воздух и вода
- 1981 — Книжный бум (также сценарий
- 1981 — Охота
- 1982 — Им помогло государство
- 1983 — Угольная промышленность СССР (также сценарий)
- 1983 — Хлеб на общем столе
- 1983 — Шахтёрские горизонты
- 1984 — Техническая эстетика на угольных предприятиях (также сценарий совместно с В. Поляковым)
- 1985 — Здоровая молодёжь

## Награды и премии
- медаль «За оборону Москвы» (1944)
- орден Красной Звезды (9 июня 1945; был представлен к ордену Отечественной войны I степени)[6]
- медаль «За взятие Берлина» (1945)
- медаль «За победу над Германией в Великой Отечественной войне 1941-1945 гг.» (1945)
- Сталинская премия второй степени (1951) — за съёмки документального фильма «Советская Латвия»
- заслуженный деятель искусств Латвийской ССР (1955)[7]
- орден Отечественной войны II степени (6 ноября 1985)[8]